# Vitvingad vampyr
Vitvingad vampyr (Diaemus youngi) är en fladdermus som förekommer i Amerika och den enda arten i sitt släkte.

## Utseende
Individerna når en kroppslängd av ungefär 85 mm samt en vikt mellan 30 och 45 gram. Underarmens längd varierar mellan 50 och 56 mm. Delar av flygmembranen och även membranens kanter är vita. Pälsfärgen på kroppen varierar mellan olika nyanser av brun. Vitvingad vampyr skiljer sig genom kortare tumme och konstruktionen av de undre framtänderna från den egentliga vampyren (Desmodus rotundus). Arten har bara 22 permanenta tänder och äldre individer tappar ofta de yttersta övre molarer.

## Utbredning och habitat
Artens utbredningsområde sträcker sig från östra Mexiko (Tamaulipas) över Centralamerika till norra Argentina, Paraguay och södra Brasilien. Den hittas även på några öar norr om Sydamerika som Trinidad och Isla Margarita men saknas på de stora Karibiska öarna. Habitatet utgörs av fuktiga och torra skogar samt av öppna landskap.

## Ekologi
Levnadssättet är dåligt utrett. Individerna vilar i grottor och andra gömställen. En flock består troligen av omkring 30 individer. Ofta hittas de i grottor tillsammans med andra fladdermöss.
Arten livnär sig liksom de två andra medlemmar i underfamiljen vampyrer av blod från ryggradsdjur. Det antas att vitvingad vampyr föredrar däggdjur men den iakttogs även på fåglar. Den hittar sina byten med hjälp av hörseln, luktsinnet, ekolokalisering och kemoreceptor. Fladdermusen skapar ett sår och slickar sedan blodet. Det är oklart om saliven innehåller ämnen som förhindrar blodkoagulering.
Dräktiga honor observerades på Trinidad i oktober och diande honor med var sitt ungdjur hittades på samma ö i augusti. Hos en hona i fångenskap varade dräktigheten i 217 dagar.

## Hot
Vitvingad vampyr förföljs ibland som skadedjur på mindre husdjur och oftast beror denna jakt på förväxlingar med den egentliga vampyren. Arten är sällsynt men på grund av det stora utbredningsområdet listar Internationella naturvårdsunionen (IUCN) den ändå som livskraftig (LC).